# Абельмош маниоковый
Абельмош маниоковый (лат. Abelmoschus manihot) — травянистое цветущее растение; вид рода Абельмош (Abelmoschus) семейства Мальвовые (Malvaceae). Живописное растение, широко используемое в садоводстве. Молодые листья и цветочные почки используются как овощи.

## Описание

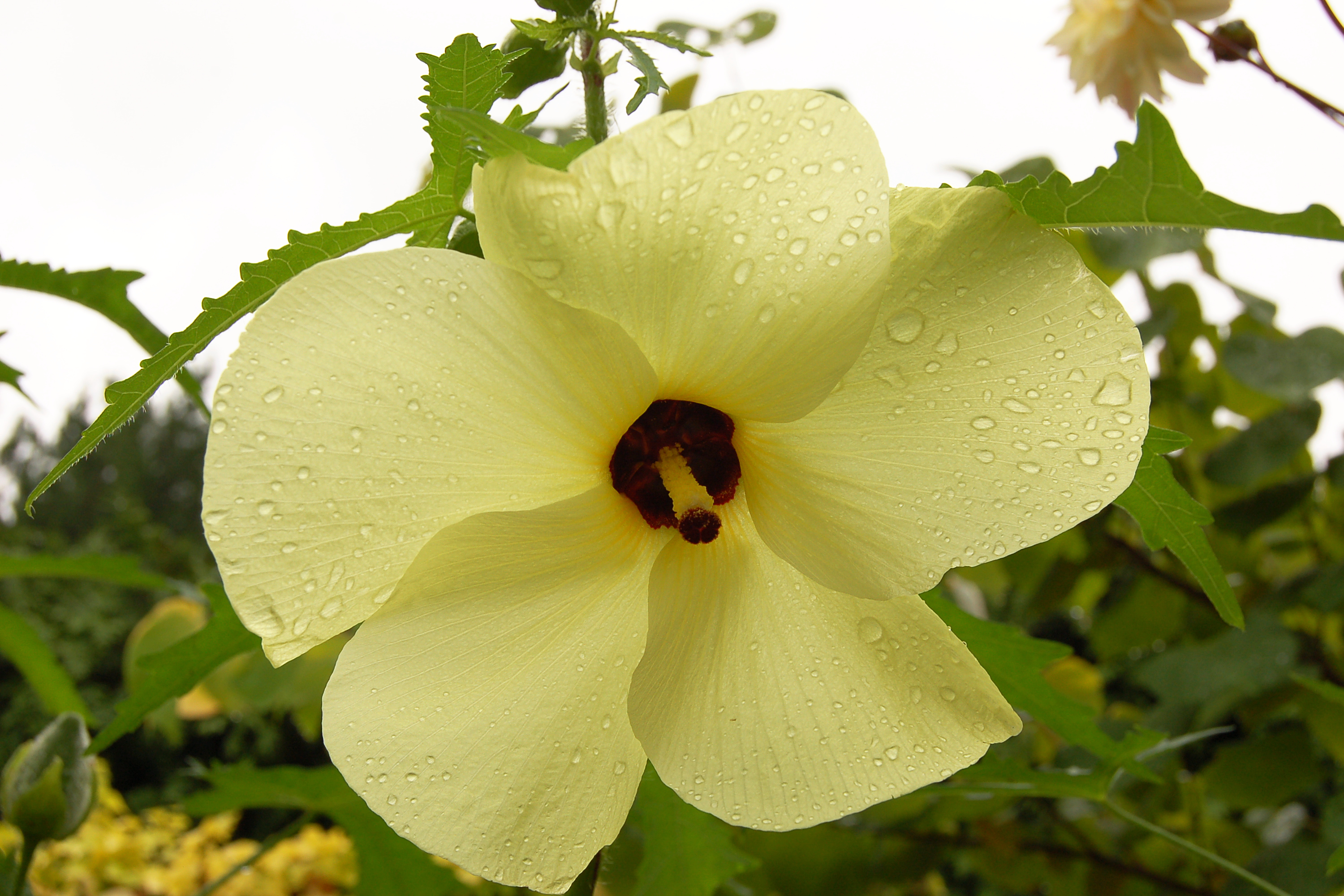
Цветок.

Абельмош маниоковый — многолетнее кустистое растение высотой 1-2 м. Стебли прочные, покрыты крупными лопастными листьями. Цветки воронкообразной формы с серо-жёлтыми лепестками и тёмным зевом, короткоживущие, опыляются насекомыми. Цветёт с июля до октября. Стручковые плоды покрыты волосками, улавливающими утреннюю росу, несъедобны для человека, в отличие от плодов абельмоша съедобного.

## Ареал и местообитание
Распространён в центральном и юго-западном Китае, Юго-Восточной Азии, Индии и Африке. Растёт в долинах и в зарослях вдоль полей или рвов. Предпочитает солнечные места и плодородную влажную дренированную почву.

## В питании и садоводстве
Абельмош маниоковый является питательным овощем. Молодые листья содержат витамины С и А, железо и растительный белок. Листья и цветочные почки употребляют в сыром, варёном, тушёном и жареном виде. Выращивается во многих странах мира, в особенности в Юго-Восточной Азии. Высаживается по границам садов и как разделительная полоса в тропических сада.

## В производстве бумаги
Содержащееся в корнях растения крахмалистое вещество используется при изготовлении традиционной японской бумаги васи и традиционной корейской бумаги. Бумагу производят из внутренней коры и молодых побегов дерева бруссонетии бумажной, а крахмалистая слизь корней Абельмоша маниокового помогает суспендировать отдельные древесные волокна.

## В традиционной восточной медицине
В традиционной восточной медицине растение используется как обезболивающее при болезненных менструациях, зубной боли, а также для заживления ран.